# ويليام جورج مالون
ويليام جورج مالون (بالإنجليزية: William George Malone)‏ هو فلاح ومحامي نيوزيلندي، ولد في 24 يناير 1859 في كنت في المملكة المتحدة، وتوفي في 8 أغسطس 1915 في جاليبولي في تركيا.